# فورست هوم (نیویورک)
فورست هوم (به انگلیسی: Forest Home) یک منطقهٔ مسکونی در ایالات متحده آمریکا است که در شهرستان تامپکینز، نیویورک واقع شده‌است. فورست هوم ۰٫۷ کیلومتر مربع مساحت و ۵۷۲ نفر جمعیت دارد و ۲۸۱ متر بالاتر از سطح دریا واقع شده‌است.